# Heinz Ruppenstein
Heinz Ruppenstein (* 2. Juli 1930; † 11. Dezember 2022) war ein deutscher Fußballspieler und -trainer. Als Spieler des Karlsruher SC gewann er den DFB-Pokal 1955/56. Als Trainer begleitete er 1967 den 1. FC Pforzheim auf dem Weg von der zweiten Liga ins Amateurlager.

## Sportliche Laufbahn
Im Sommer 1955 wechselte Heinz Ruppenstein als 25-Jähriger aus der 1. Amateurliga Nordbayern vom VfB Coburg zum Karlsruher SC in die Oberliga Süd. Im Einweihungsspiel des Wildparkstadions gegen Rot-Weiss Essen stand er ab der 70. Minute erstmals für die Badener auf dem Platz. Ruppenstein, der seit seiner Kindheit den Spitznamen „Pille“ trug, avancierte sofort zum Stammspieler. Zumeist kam er als rechter Läufer oder Halbrechts zum Einsatz. Da auch noch Bernhard Termath von Rot-Weiss Essen in den Wildpark gewechselt war, spielte das Team um den Mittelfelddirigenten Kurt Sommerlatt eine sehr erfolgreiche Runde. Zuerst wurde der Titel im Süden nach Baden geholt. Danach qualifizierte man sich durch die Endrundenspiele für das Finale um die deutsche Meisterschaft gegen Borussia Dortmund, das aber mit 2:4 Toren verloren wurde. Im August triumphierte aber der KSC im Pokalendspiel gegen den Hamburger SV mit 3:1 Toren.
In den Jahren 1958 und 1960 war der „Dauerrenner mit Kämpferherz“ auch im Mittelfeld des KSC bei den weiteren Erfolgen in der Oberliga Süd erfolgreich am Ball. In dieser Phase war er einer der besten süddeutschen Außenläufer. International berief ihn Bundestrainer Sepp Herberger 1958 im Spiel der B-Nationalmannschaft am 22. Oktober gegen Österreich in das DFB-Team. Sein Außenläuferkollege auf der linken Seite war der Herner Helmut Benthaus. 1960 verlor er mit dem KSC das Pokalendspiel gegen Borussia Mönchengladbach. Horst Szymaniak konnte den dynamischen Albert Brülls auf Gladbacher Seite nicht neutralisieren. Im Jahr darauf scheiterte der KSC mit Ruppenstein im Halbfinale an dem späteren Pokalsieger Werder Bremen nach einer 2:3-Niederlage nach Verlängerung. Nach dem Abschied von Trainer Eduard Frühwirth kam Kurt Sommerlatt 1962 in den Wildpark zurück, jetzt aber nicht mehr als Mitspieler von „Pille“ im Mittelfeld, sondern als Trainer. Nach der Saison 1962/63 hatte Ruppenstein 209 Oberliga-Spiele mit 29 Toren für den KSC zu Buche stehen.
Als Senior ging er noch mit in die erste Runde der Bundesliga 1963/64. Dort konnte er aber nur noch sechsmal die Farben des KSC vertreten und beendete 1964 seine Spielerlaufbahn.

## Trainerlaufbahn
Er fungierte Mitte der 1960er Jahre bei seinem Ex-Club als Trainer-Assistent für Werner Roth. Mitte der Saison wurde er in der damals zweitklassigen Regionalliga-Süd beim abstiegsgefährdeten 1. FC Pforzheim Nachfolger des Ungarn Árpád Medve, konnte dort aber bis Saisonende den letzten Tabellenplatz nur noch stabilisieren. Danach zog es ihn als Cheftrainer zum ASV Landau. In der Saison 1968/69 führte er Landau als Meister der 1. Amateurliga Südwest in die dortige Regionalliga. Von 1969/70 bis 1973/74 – ab der Runde 1974/75 gab es als Unterbau der Bundesliga die zweigeteilte 2. Liga – trainierte er Landau durchgehend in der Regionalliga Südwest. Von Beginn seiner Trainertätigkeit begleitete in Landau der Ex-KSC-Spieler Werner Hösl Ruppensteins Arbeit als Abwehrchef. Der Ex-Lauterer Torhüter Wolfgang Schnarr kam 1972 und Horst Wild vom KSC während der Saison 1973/74 zur Mannschaft von Ruppenstein. Zur Aufnahme in die neue 2. Liga reichte der 9. Platz am Ende der Runde aber nicht.

## Weiterer Werdegang
Der im Badischen sesshaft gewordene Franke war über viele Jahre bei der Karlsruher Lebensversicherung angestellt, zog sich später vom großen Fußball zurück und widmete sich vermehrt seiner Familie, dem Tennis und dem Radfahren. Sein Sohn Ralf setzte im Amateurbereich die Familientradition im Fußball fort. Zu seinem 90. Geburtstag am 2. Juli 2020 wurde Heinz Ruppenstein zum Ehrenspielführer des KSC ernannt.